# Новгородски летопис
Први новгородски љетопис (рус. Новгородская первая летопись) или Летопис Новгорода, 1016-1471)[1] је најстарији постојећи летопис Новгородске Републике. Одражава традицију различиту од Првог кијевског љетописа. Kао што је први доказао Алексеј Шахматов, касније издања летописа одражавају изгубљени Почетни кијевски код касног 11. века, који је садржавао врло вредне податке потиснуте у каснијем Примарном љетопису.
Прва постојећа копија летописа је Синодски свитак, датиран на другу половину 13. века, први пут штампан 1841. и тренутно се налази у Државном историјском музеју. То је први познати манускрипт неке веће источнославенске хронике, старији од Лаврентијског кодекса Примарне хронике готово за читав век. У 14. веку Синодски свитак наставили су надопуњавати монаси Јурјевог манастира у Новгороду.
Остале важне копије Првог новгородског љетописа су Академски свитак (241 пописа, 1444), Kомисијски свитак (320 пописа, средина 15. века), Свитак тројства (1563) и Толстојев свитак (208 пописа, 1720-е).